# Old Westbury
Old Westbury és una població dels Estats Units a l'estat de Nova York. Segons el cens del 2000 tenia 4.228 habitants.

## Demografia
Segons el cens del 2000, Old Westbury tenia 4.228 habitants, 1.063 habitatges, i 967 famílies. La densitat de població era de 190,7 habitants per km².
Dels 1.063 habitatges en un 43,2% hi vivien nens de menys de 18 anys, en un 82,2% hi vivien parelles casades, en un 5,9% dones solteres, i en un 9% no eren unitats familiars. En el 5,6% dels habitatges hi vivien persones soles el 2,9% de les quals corresponia a persones de 65 anys o més que vivien soles. El nombre mitjà de persones vivint en cada habitatge era de 3,33 i el nombre mitjà de persones que vivien en cada família era de 3,37.
Per edats la població es repartia de la següent manera: un 22,7% tenia menys de 18 anys, un 20,2% entre 18 i 24, un 19,9% entre 25 i 44, un 25,7% de 45 a 60 i un 11,6% 65 anys o més.
L'edat mediana era de 35 anys. Per cada 100 dones de 18 o més anys hi havia 84,6 homes.
La renda mediana per habitatge era de 155.749 $ i la renda mediana per família de 168.453 $. Els homes tenien una renda mediana de 100.000 $ mentre que les dones 47.000 $. La renda per capita de la població era de 70.089 $. Entorn de l'1,1% de les famílies i el 3,5% de la població estaven per davall del llindar de pobresa.

## Personatges il·lustres
- Beatrice Straight